# Усть-Лебедь
Усть-Ле́бедь — село в Турочакском районе Республики Алтай России. Входит в Турочакское сельское поселение.

## География
Расположено на правом берегу Бии, выше впадения в неё реки Лебедь, в 11 км к северо-западу от райцентра — села Турочак. Населённый пункт окружён тайгой смешанного типа.

## Население
| 2010 | 2011 | 2012 | 2013 | 2014 | 2015 | 2016 |
| ---- | ---- | ---- | ---- | ---- | ---- | ---- |
| 3    | →3   | ↘2   | →2   | →2   | →2   | →2   |